# Dąbrowa Gdańska
Dąbrowa Gdańska – nieczynny przystanek osobowy w Dąbrowie, w gminie Lichnowy, w powiecie malborskim, w województwie pomorskim, wchodzący w skład sieci Gdańskich Kolei Dojazdowych. Położony był na linii kolejowej z Lichnów do Malborka Kałdowa Wąskotorowego. Odcinek do Lisewa Malborskiego został otwarty w 1899 roku.